# Tamara Drónova
Tamara Víktorovna Drónova (en ruso: Тамара Викторовна Дронова; nacida Tamara Balabolina, Krasnozavodsk, 13 de agosto de 1993) es una deportista rusa que compite en ciclismo en las modalidades de pista, especialista en la prueba de persecución por equipos, y ruta.
En los Juegos Europeos de Minsk 2019 obtuvo una medalla de bronce en la prueba de persecución individual. Ganó dos medallas de plata en el Campeonato Europeo de Ciclismo en Pista, en los años 2015 y 2014

## Medallero internacional
| Juegos Europeos    | Juegos Europeos        | Juegos Europeos   | Juegos Europeos         |
| Año                | Lugar                  | Medalla           | Competición             |
| ------------------ | ---------------------- | ----------------- | ----------------------- |
| 2019               | Minsk (Bielorrusia)    | Medalla de bronce | Persecución individual  |
| Campeonato Europeo |                        |                   |                         |
| Año                | Lugar                  | Medalla           | Competición             |
| 2014               | Baie-Mahault (Francia) | Medalla de plata  | Persecución por equipos |
| 2015               | Grenchen (Suiza)       | Medalla de plata  | Persecución por equipos |

## Palmarés
2015
- 3.ª en el Campeonato de Rusia Contrarreloj

2020
- 3.ª en el Campeonato de Rusia Contrarreloj
- Gran Premio Anatolia Central

2021
- Campeonato de Rusia Contrarreloj
- 3.ª en el Campeonato de Rusia en Ruta
- Gran Premio Erciyes

2023
- 2 etapas de la Vuelta a Andalucía
- Campeonato de Rusia Contrarreloj
- Campeonato de Rusia en Ruta

2024
- 2 etapas del Tour de El Salvador
- 2.ª en el Campeonato de Rusia Contrarreloj

2025
- 1 etapa del Tour de El Salvador